# 프랭크 오하라

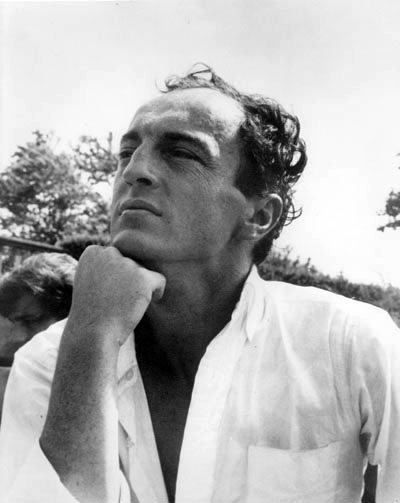

프랭크 오하라(Frank O'Hara, 1926년 3월 27일 ~ 1966년 7월 25일)는 미국의 작가, 시인, 미술 평론가이다. 현대 미술관의 큐레이터인 그는 뉴욕시 미술계에서 두각을 나타냈다. 그는 재즈, 초현실주의, 추상 표현주의, 액션 페인팅 및 현대 전위 예술 운동에서 영감을 얻은 비공식 예술가, 작가 및 음악가 그룹인 뉴욕파의 주요 인물로 간주된다.
오하라의 시는 어조와 내용 면에서 개인적이며 "일기장과 같은 것"으로 들린다. 시인이자 비평가인 마크 도티( Mark Doty )는 오하라의 시는 "20~30년대 영화배우의 캠프 아이콘, 맨해튼의 사교 활동의 일상 풍경, 재즈 음악, 친구들의 전화". 오하라의 글은 시는 "두 페이지가 아니라 두 사람 사이"여야 한다고 느끼면서 삶의 직접성을 시에서 포착하려고 했다.
Russell Joseph O'Hara와 Katherine(née Broderick)의 아들인 Frank O'Hara는 1926년 3월 27일 볼티모어의 메릴랜드 종합 병원에서 태어나 매사추세츠 주 그래프턴에서 성장했다. 그는 세인트 존스 고등학교에 다녔다. 그는 1941년부터 1944년까지 보스턴에 있는 뉴잉글랜드 음악원에서 피아노를 공부했으며 제2차 세계 대전 중에 남태평양 과 일본에서 복무했다.
1951년 가을, 오하라는 다음 11년 동안 그의 룸메이트와 함께 뉴욕시의 아파트로 이사했다. 이 기간 동안 그는 뉴 스쿨에서 가르치기 시작했다.